# Domino Budapest Honvéd Sport Egyestilet
El Domino Honved Budapest Sport Egyesület (Domino o Domino Honved BHSE) es la sección de waterpolo del Budapest Honvéd Futball Club, un club deportivo de Budapest.

## Historia
El Domino tiene la supremacía sobre el campeonato de Hungría en la primera mitad de la década de 2000, ganó seis títulos consecutivos desde 2001 hasta 2006. En 2004 gana la copa de Europa de waterpolo masculino.

## Palmarés

### Masculino
- 6 veces campeón de la liga de Hungría de waterpolo masculino (2001, 2002, 2003, 2004, 2005 y 2006)
- 7 veces campeón de la copa de Hungría de waterpolo masculino (1953, 1954, 1958, 1959, 1979, 1999 y 2006)
- 1 vez campeón de la copa de Europa de waterpolo masculino (2004)[1]

### Femenino
- 3 veces campeón de la liga de Hungría de waterpolo femenino (2006, 2007 y 2008)
- 1 vez campeón de la copa LEN de waterpolo femenino (2006)